# Volta ao Algarve de 2023
A 49.ª edição da competição ciclista Volta ao Algarve foi uma corrida de ciclismo em estrada por etapas que se celebrou entre a 15 e a 19 de fevereiro de 2023 em Portugal com início na cidade de Portimão e final na cidade de Lagoa, sobre uma distância total de 791,9 quilómetros.
A corrida fez parte do UCI ProSeries de 2023, calendário ciclístico mundial de segunda divisão, dentro da categoria UCI 2.pro e foi vencida pelo colombiano Daniel Felipe Martínez do Ineos Grenadiers. Completaram o pódio, como segundo e terceiro classificado respectivamente, o italiano Filippo Ganna da mesma equipa que o vencedor e o belga Ilan Van Wilder da Soudal Quick-Step.

## Equipas participantes
Tomaram parte na corrida 25 equipas: 12 de categoria UCI WorldTeam convidados pela organização, 4 de categoria UCI ProTeam e 9 de categoria Continental. Formaram assim um pelotão de 173 ciclistas dos que acabaram 135. As equipas participantes foram:
| Equipes WorldTeam (12)- Alpecin-Deceuninck - Arkéa-Samsic - Bora-Hansgrohe - EF Education-EasyPost - Groupama-FDJ - Ineos Grenadiers - Intermarché-Circus-Wanty - Jumbo-Visma - Soudal Quick-Step - Team DSM - Trek-Segafredo - UAE Team Emirates Equipes ProTeam (4)- Caja Rural-Seguros RGA - Human Powered Health - Tudor Pro Cycling Team - Uno-X Pro Cycling Team Equipes Continentais (9)- ABTF Betão-Feirense - AP Hotels & Resorts-Tavira-SC Farense - Aviludo-Louletano-Loulé Concelho - Credibom-La Alumínios-Marcos Car - Efapel Cycling - Glassdrive-Q8-Anicolor - Kelly-Simoldes-UDO - Rádio Popular-Paredes-Boavista - Tavfer-Ovos Matinados-Mortágua |
| |

## Percorrido
A Volta ao Algarve dispôs de cinco etapas dividido em duas etapas planas, uma etapa em media montanha, uma etapa de alta montanha, e uma contrarrelógio individual na última etapa, para um percurso total de 754,71 quilómetros.
| Etapa | Data    | Percurso                   | type                      | Distância (km) | Elevação (m) | Vencedor           | Líder geral            |
| ----- | ------- | -------------------------- | ------------------------- | -------------- | ------------ | ------------------ | ---------------------- |
| 1     | 15 fev. | Portimão – Lagos           | etapa plana               | 200,2          | 2 301 m      | Alexander Kristoff | Alexander Kristoff     |
| 2     | 16 fev. | Sagres – Foia              | alta montanha             | 186,3          | 3 411 m      | Magnus Cort        | Magnus Cort            |
| 3     | 17 fev. | Faro – Tavira              | etapa plana               | 203,1          | 2 369 m      | Magnus Cort        | Magnus Cort            |
| 4     | 18 fev. | Albufeira – Alto do Malhão | etapa escarpada           | 177,9          | 3 203 m      | Thomas Pidcock     | Thomas Pidcock         |
| 5     | 19 fev. | Lagoa – Lagoa              | contrarrelógio individual | 24,4           | 308 m        | Stefan Küng        | Daniel Felipe Martínez |

## Desenvolvimento da corrida

### 1.ª etapa
| Portimão - Lagos | etapa plana | (200,2 km) |

| \| Classificação por etapas \| Classificação por etapas \| Classificação por etapas \| Classificação por etapas \| Classificação por etapas \| \| Ciclista \| Ciclista \| Equipe \| Tempo \| \| \| ------------------------ \| ------------------------ \| ------------------------ \| ------------------------ \| ------------------------ \| \| 1. \| Alexander Kristoff \| Uno-X Pro Cycling Team \| 4h49m25s \| \| \| 2. \| Jordi Meeus \| Bora-Hansgrohe \| + 0s \| \| \| 3. \| Søren Wærenskjold \| Uno-X Pro Cycling Team \| + 0s \| \| \| 4. \| Fabio Jakobsen \| Soudal Quick-Step \| + 0s \| \| \| 5. \| Pavel Bittner \| Team DSM \| + 0s \| \| \| 6. \| Paul Penhoët \| Groupama-FDJ \| + 0s \| \| \| 7. \| Natnael Tesfatsion \| Trek-Segafredo \| + 0s \| \| \| 8. \| Timo Kielich \| Alpecin-Deceuninck \| + 0s \| \| \| 9. \| Edward Theuns \| Trek-Segafredo \| + 0s \| \| \| 10. \| Tim van Dijke \| Jumbo-Visma \| + 0s \| \| |                    |                        |          |
| |                    |                        |          |
| Fonte: ProCyclingStats |                    |                        |          |
| Classificação por etapas |                    |                        |          |
| Ciclista | Ciclista           | Equipe                 | Tempo    |
| 1. | Alexander Kristoff | Uno-X Pro Cycling Team | 4h49m25s |
| 2. | Jordi Meeus        | Bora-Hansgrohe         | + 0s     |
| 3. | Søren Wærenskjold  | Uno-X Pro Cycling Team | + 0s     |
| 4. | Fabio Jakobsen     | Soudal Quick-Step      | + 0s     |
| 5. | Pavel Bittner      | Team DSM               | + 0s     |
| 6. | Paul Penhoët       | Groupama-FDJ           | + 0s     |
| 7. | Natnael Tesfatsion | Trek-Segafredo         | + 0s     |
| 8. | Timo Kielich       | Alpecin-Deceuninck     | + 0s     |
| 9. | Edward Theuns      | Trek-Segafredo         | + 0s     |
| 10. | Tim van Dijke      | Jumbo-Visma            | + 0s     |

| \| Classificação geral \| Classificação geral \| Classificação geral \| Classificação geral \| Classificação geral \| \| Ciclista \| Ciclista \| Equipe \| Tempo \| \| \| ------------------- \| ------------------- \| ---------------------- \| ------------------- \| ------------------- \| \| 1. \| Alexander Kristoff \| Uno-X Pro Cycling Team \| 4h49m15s \| \| \| 2. \| Jordi Meeus \| Bora-Hansgrohe \| + 4s \| \| \| 3. \| Søren Wærenskjold \| Uno-X Pro Cycling Team \| + 6s \| \| \| 4. \| Fabio Jakobsen \| Soudal Quick-Step \| + 10s \| \| \| 5. \| Pavel Bittner \| Team DSM \| + 10s \| \| \| 6. \| Paul Penhoët \| Groupama-FDJ \| + 10s \| \| \| 7. \| Natnael Tesfatsion \| Trek-Segafredo \| + 10s \| \| \| 8. \| Timo Kielich \| Alpecin-Deceuninck \| + 10s \| \| \| 9. \| Edward Theuns \| Trek-Segafredo \| + 10s \| \| \| 10. \| Tim van Dijke \| Jumbo-Visma \| + 10s \| \| |                    |                        |          |
| |                    |                        |          |
| Fonte: ProCyclingStats |                    |                        |          |
| Classificação geral |                    |                        |          |
| Ciclista | Ciclista           | Equipe                 | Tempo    |
| 1. | Alexander Kristoff | Uno-X Pro Cycling Team | 4h49m15s |
| 2. | Jordi Meeus        | Bora-Hansgrohe         | + 4s     |
| 3. | Søren Wærenskjold  | Uno-X Pro Cycling Team | + 6s     |
| 4. | Fabio Jakobsen     | Soudal Quick-Step      | + 10s    |
| 5. | Pavel Bittner      | Team DSM               | + 10s    |
| 6. | Paul Penhoët       | Groupama-FDJ           | + 10s    |
| 7. | Natnael Tesfatsion | Trek-Segafredo         | + 10s    |
| 8. | Timo Kielich       | Alpecin-Deceuninck     | + 10s    |
| 9. | Edward Theuns      | Trek-Segafredo         | + 10s    |
| 10. | Tim van Dijke      | Jumbo-Visma            | + 10s    |

### 2.ª etapa
| Sagres - Foia | alta montanha | (186,3 km) |

| \| Classificação por etapas \| Classificação por etapas \| Classificação por etapas \| Classificação por etapas \| Classificação por etapas \| \| Ciclista \| Ciclista \| Equipe \| Tempo \| \| \| ------------------------ \| ------------------------ \| ------------------------ \| ------------------------ \| ------------------------ \| \| 1. \| Magnus Cort \| EF Education-EasyPost \| 5h07m05s \| \| \| 2. \| Ilan Van Wilder \| Soudal Quick-Step \| + 0s \| \| \| 3. \| Rui Costa \| Intermarché-Circus-Wanty \| + 0s \| \| \| 4. \| Valentin Madouas \| Groupama-FDJ \| + 0s \| \| \| 5. \| Jai Hindley \| Bora-Hansgrohe \| + 0s \| \| \| 6. \| Rune Herregodts \| Intermarché-Circus-Wanty \| + 2s \| \| \| 7. \| Nicola Conci \| Alpecin-Deceuninck \| + 2s \| \| \| 8. \| Thomas Pidcock \| Ineos Grenadiers \| + 2s \| \| \| 9. \| Kevin Vermaerke \| Team DSM \| + 2s \| \| \| 10. \| Bauke Mollema \| Trek-Segafredo \| + 2s \| \| |                  |                          |          |
| |                  |                          |          |
| Fonte: ProCyclingStats |                  |                          |          |
| Classificação por etapas |                  |                          |          |
| Ciclista | Ciclista         | Equipe                   | Tempo    |
| 1. | Magnus Cort      | EF Education-EasyPost    | 5h07m05s |
| 2. | Ilan Van Wilder  | Soudal Quick-Step        | + 0s     |
| 3. | Rui Costa        | Intermarché-Circus-Wanty | + 0s     |
| 4. | Valentin Madouas | Groupama-FDJ             | + 0s     |
| 5. | Jai Hindley      | Bora-Hansgrohe           | + 0s     |
| 6. | Rune Herregodts  | Intermarché-Circus-Wanty | + 2s     |
| 7. | Nicola Conci     | Alpecin-Deceuninck       | + 2s     |
| 8. | Thomas Pidcock   | Ineos Grenadiers         | + 2s     |
| 9. | Kevin Vermaerke  | Team DSM                 | + 2s     |
| 10. | Bauke Mollema    | Trek-Segafredo           | + 2s     |

| \| Classificação geral \| Classificação geral \| Classificação geral \| Classificação geral \| Classificação geral \| \| Ciclista \| Ciclista \| Equipe \| Tempo \| \| \| ------------------- \| ------------------- \| ------------------------ \| ------------------- \| ------------------- \| \| 1. \| Magnus Cort \| EF Education-EasyPost \| 9h56m20s \| \| \| 2. \| Ilan Van Wilder \| Soudal Quick-Step \| + 4s \| \| \| 3. \| Rui Costa \| Intermarché-Circus-Wanty \| + 6s \| \| \| 4. \| Jai Hindley \| Bora-Hansgrohe \| + 10s \| \| \| 5. \| Valentin Madouas \| Groupama-FDJ \| + 10s \| \| \| 6. \| Tobias Foss \| Jumbo-Visma \| + 12s \| \| \| 7. \| Bauke Mollema \| Trek-Segafredo \| + 12s \| \| \| 8. \| Nicola Conci \| Alpecin-Deceuninck \| + 12s \| \| \| 9. \| João Almeida \| UAE Team Emirates \| + 12s \| \| \| 10. \| Sergio Higuita \| Bora-Hansgrohe \| + 12s \| \| |                  |                          |          |
| |                  |                          |          |
| Fonte: ProCyclingStats |                  |                          |          |
| Classificação geral |                  |                          |          |
| Ciclista | Ciclista         | Equipe                   | Tempo    |
| 1. | Magnus Cort      | EF Education-EasyPost    | 9h56m20s |
| 2. | Ilan Van Wilder  | Soudal Quick-Step        | + 4s     |
| 3. | Rui Costa        | Intermarché-Circus-Wanty | + 6s     |
| 4. | Jai Hindley      | Bora-Hansgrohe           | + 10s    |
| 5. | Valentin Madouas | Groupama-FDJ             | + 10s    |
| 6. | Tobias Foss      | Jumbo-Visma              | + 12s    |
| 7. | Bauke Mollema    | Trek-Segafredo           | + 12s    |
| 8. | Nicola Conci     | Alpecin-Deceuninck       | + 12s    |
| 9. | João Almeida     | UAE Team Emirates        | + 12s    |
| 10. | Sergio Higuita   | Bora-Hansgrohe           | + 12s    |

### 3.ª etapa
| Faro - Tavira | etapa plana | (203,1 km) |

| \| Classificação por etapas \| Classificação por etapas \| Classificação por etapas \| Classificação por etapas \| Classificação por etapas \| \| Ciclista \| Ciclista \| Equipe \| Tempo \| \| \| ------------------------ \| ------------------------ \| ------------------------ \| ------------------------ \| ------------------------ \| \| 1. \| Magnus Cort \| EF Education-EasyPost \| 5h05m14s \| \| \| 2. \| Filippo Ganna \| Ineos Grenadiers \| + 0s \| \| \| 3. \| Jordi Meeus \| Bora-Hansgrohe \| + 0s \| \| \| 4. \| Paul Penhoët \| Groupama-FDJ \| + 0s \| \| \| 5. \| Valentin Madouas \| Groupama-FDJ \| + 0s \| \| \| 6. \| Rui Oliveira \| UAE Team Emirates \| + 0s \| \| \| 7. \| Rui Costa \| Intermarché-Circus-Wanty \| + 0s \| \| \| 8. \| Tobias Foss \| Jumbo-Visma \| + 0s \| \| \| 9. \| Edward Theuns \| Trek-Segafredo \| + 0s \| \| \| 10. \| Lewis Askey \| Groupama-FDJ \| + 0s \| \| |                  |                          |          |
| |                  |                          |          |
| Fonte: ProCyclingStats |                  |                          |          |
| Classificação por etapas |                  |                          |          |
| Ciclista | Ciclista         | Equipe                   | Tempo    |
| 1. | Magnus Cort      | EF Education-EasyPost    | 5h05m14s |
| 2. | Filippo Ganna    | Ineos Grenadiers         | + 0s     |
| 3. | Jordi Meeus      | Bora-Hansgrohe           | + 0s     |
| 4. | Paul Penhoët     | Groupama-FDJ             | + 0s     |
| 5. | Valentin Madouas | Groupama-FDJ             | + 0s     |
| 6. | Rui Oliveira     | UAE Team Emirates        | + 0s     |
| 7. | Rui Costa        | Intermarché-Circus-Wanty | + 0s     |
| 8. | Tobias Foss      | Jumbo-Visma              | + 0s     |
| 9. | Edward Theuns    | Trek-Segafredo           | + 0s     |
| 10. | Lewis Askey      | Groupama-FDJ             | + 0s     |

| \| Classificação geral \| Classificação geral \| Classificação geral \| Classificação geral \| Classificação geral \| \| Ciclista \| Ciclista \| Equipe \| Tempo \| \| \| ------------------- \| ------------------- \| ------------------------ \| ------------------- \| ------------------- \| \| 1. \| Magnus Cort \| EF Education-EasyPost \| 15h01m18s \| \| \| 2. \| Rui Costa \| Intermarché-Circus-Wanty \| + 18s \| \| \| 3. \| Ilan Van Wilder \| Soudal Quick-Step \| + 20s \| \| \| 4. \| Valentin Madouas \| Groupama-FDJ \| + 26s \| \| \| 5. \| Jai Hindley \| Bora-Hansgrohe \| + 26s \| \| \| 6. \| Thomas Pidcock \| Ineos Grenadiers \| + 26s \| \| \| 7. \| Filippo Ganna \| Ineos Grenadiers \| + 27s \| \| \| 8. \| Tobias Foss \| Jumbo-Visma \| + 28s \| \| \| 9. \| Bauke Mollema \| Trek-Segafredo \| + 28s \| \| \| 10. \| João Almeida \| UAE Team Emirates \| + 28s \| \| |                  |                          |           |
| |                  |                          |           |
| Fonte: ProCyclingStats |                  |                          |           |
| Classificação geral |                  |                          |           |
| Ciclista | Ciclista         | Equipe                   | Tempo     |
| 1. | Magnus Cort      | EF Education-EasyPost    | 15h01m18s |
| 2. | Rui Costa        | Intermarché-Circus-Wanty | + 18s     |
| 3. | Ilan Van Wilder  | Soudal Quick-Step        | + 20s     |
| 4. | Valentin Madouas | Groupama-FDJ             | + 26s     |
| 5. | Jai Hindley      | Bora-Hansgrohe           | + 26s     |
| 6. | Thomas Pidcock   | Ineos Grenadiers         | + 26s     |
| 7. | Filippo Ganna    | Ineos Grenadiers         | + 27s     |
| 8. | Tobias Foss      | Jumbo-Visma              | + 28s     |
| 9. | Bauke Mollema    | Trek-Segafredo           | + 28s     |
| 10. | João Almeida     | UAE Team Emirates        | + 28s     |

### 4.ª etapa
| Albufeira - Alto do Malhão | etapa escarpada | (177,9 km) |

| \| Classificação por etapas \| Classificação por etapas \| Classificação por etapas \| Classificação por etapas \| Classificação por etapas \| \| Ciclista \| Ciclista \| Equipe \| Tempo \| \| \| ------------------------ \| ------------------------ \| ------------------------ \| ------------------------ \| ------------------------ \| \| 1. \| Thomas Pidcock \| Ineos Grenadiers \| 4h28m39s \| \| \| 2. \| João Almeida \| UAE Team Emirates \| + 1s \| \| \| 3. \| Ilan Van Wilder \| Soudal Quick-Step \| + 5s \| \| \| 4. \| Sergio Higuita \| Bora-Hansgrohe \| + 5s \| \| \| 5. \| Jai Hindley \| Bora-Hansgrohe \| + 11s \| \| \| 6. \| Daniel Felipe Martínez \| Ineos Grenadiers \| + 11s \| \| \| 7. \| Oscar Onley \| Team DSM \| + 14s \| \| \| 8. \| Bauke Mollema \| Trek-Segafredo \| + 20s \| \| \| 9. \| Tobias Foss \| Jumbo-Visma \| + 20s \| \| \| 10. \| Filippo Ganna \| Ineos Grenadiers \| + 20s \| \| |                        |                   |          |
| |                        |                   |          |
| Fonte: ProCyclingStats |                        |                   |          |
| Classificação por etapas |                        |                   |          |
| Ciclista | Ciclista               | Equipe            | Tempo    |
| 1. | Thomas Pidcock         | Ineos Grenadiers  | 4h28m39s |
| 2. | João Almeida           | UAE Team Emirates | + 1s     |
| 3. | Ilan Van Wilder        | Soudal Quick-Step | + 5s     |
| 4. | Sergio Higuita         | Bora-Hansgrohe    | + 5s     |
| 5. | Jai Hindley            | Bora-Hansgrohe    | + 11s    |
| 6. | Daniel Felipe Martínez | Ineos Grenadiers  | + 11s    |
| 7. | Oscar Onley            | Team DSM          | + 14s    |
| 8. | Bauke Mollema          | Trek-Segafredo    | + 20s    |
| 9. | Tobias Foss            | Jumbo-Visma       | + 20s    |
| 10. | Filippo Ganna          | Ineos Grenadiers  | + 20s    |

| \| Classificação geral \| Classificação geral \| Classificação geral \| Classificação geral \| Classificação geral \| \| Ciclista \| Ciclista \| Equipe \| Tempo \| \| \| ------------------- \| ---------------------- \| ------------------------ \| ------------------- \| ------------------- \| \| 1. \| Thomas Pidcock \| Ineos Grenadiers \| 19h30m13s \| \| \| 2. \| Ilan Van Wilder \| Soudal Quick-Step \| + 5s \| \| \| 3. \| João Almeida \| UAE Team Emirates \| + 7s \| \| \| 4. \| Sergio Higuita \| Bora-Hansgrohe \| + 17s \| \| \| 5. \| Jai Hindley \| Bora-Hansgrohe \| + 21s \| \| \| 6. \| Rui Costa \| Intermarché-Circus-Wanty \| + 22s \| \| \| 7. \| Daniel Felipe Martínez \| Ineos Grenadiers \| + 23s \| \| \| 8. \| Magnus Cort \| EF Education-EasyPost \| + 27s \| \| \| 9. \| Filippo Ganna \| Ineos Grenadiers \| + 31s \| \| \| 10. \| Tobias Foss \| Jumbo-Visma \| + 32s \| \| |                        |                          |           |
| |                        |                          |           |
| Fonte: ProCyclingStats |                        |                          |           |
| Classificação geral |                        |                          |           |
| Ciclista | Ciclista               | Equipe                   | Tempo     |
| 1. | Thomas Pidcock         | Ineos Grenadiers         | 19h30m13s |
| 2. | Ilan Van Wilder        | Soudal Quick-Step        | + 5s      |
| 3. | João Almeida           | UAE Team Emirates        | + 7s      |
| 4. | Sergio Higuita         | Bora-Hansgrohe           | + 17s     |
| 5. | Jai Hindley            | Bora-Hansgrohe           | + 21s     |
| 6. | Rui Costa              | Intermarché-Circus-Wanty | + 22s     |
| 7. | Daniel Felipe Martínez | Ineos Grenadiers         | + 23s     |
| 8. | Magnus Cort            | EF Education-EasyPost    | + 27s     |
| 9. | Filippo Ganna          | Ineos Grenadiers         | + 31s     |
| 10. | Tobias Foss            | Jumbo-Visma              | + 32s     |

### 5.ª etapa
| Lagoa - Lagoa | contrarrelógio individual | (24,4 km) |

| \| Classificação por etapas \| Classificação por etapas \| Classificação por etapas \| Classificação por etapas \| Classificação por etapas \| \| Ciclista \| Ciclista \| Equipe \| Tempo \| \| \| ------------------------ \| ------------------------ \| ------------------------ \| ------------------------ \| ------------------------ \| \| 1. \| Stefan Küng \| Groupama-FDJ \| 29m34s \| \| \| 2. \| Rémi Cavagna \| Soudal Quick-Step \| + 4s \| \| \| 3. \| Filippo Ganna \| Ineos Grenadiers \| + 10s \| \| \| 4. \| Daniel Felipe Martínez \| Ineos Grenadiers \| + 16s \| \| \| 5. \| Tobias Foss \| Jumbo-Visma \| + 29s \| \| \| 6. \| Thymen Arensman \| Ineos Grenadiers \| + 32s \| \| \| 7. \| Ilan Van Wilder \| Soudal Quick-Step \| + 49s \| \| \| 8. \| Bauke Mollema \| Trek-Segafredo \| + 56s \| \| \| 9. \| Nils Politt \| Bora-Hansgrohe \| + 1m03s \| \| \| 10. \| Rune Herregodts \| Intermarché-Circus-Wanty \| + 1m03s \| \| |                        |                          |         |
| |                        |                          |         |
| Fonte: ProCyclingStats |                        |                          |         |
| Classificação por etapas |                        |                          |         |
| Ciclista | Ciclista               | Equipe                   | Tempo   |
| 1. | Stefan Küng            | Groupama-FDJ             | 29m34s  |
| 2. | Rémi Cavagna           | Soudal Quick-Step        | + 4s    |
| 3. | Filippo Ganna          | Ineos Grenadiers         | + 10s   |
| 4. | Daniel Felipe Martínez | Ineos Grenadiers         | + 16s   |
| 5. | Tobias Foss            | Jumbo-Visma              | + 29s   |
| 6. | Thymen Arensman        | Ineos Grenadiers         | + 32s   |
| 7. | Ilan Van Wilder        | Soudal Quick-Step        | + 49s   |
| 8. | Bauke Mollema          | Trek-Segafredo           | + 56s   |
| 9. | Nils Politt            | Bora-Hansgrohe           | + 1m03s |
| 10. | Rune Herregodts        | Intermarché-Circus-Wanty | + 1m03s |

## Classificações finais
- As classificações finalizaram da seguinte forma:[4]

### Classificação geral
| \| Classificação geral \| Classificação geral \| Classificação geral \| Classificação geral \| Classificação geral \| \| Ciclista \| Ciclista \| Equipe \| Tempo \| \| \| ------------------- \| ---------------------- \| ------------------------ \| ------------------- \| ------------------- \| \| 1. \| Daniel Felipe Martínez \| Ineos Grenadiers \| 20h00m26s \| \| \| 2. \| Filippo Ganna \| Ineos Grenadiers \| + 2s \| \| \| 3. \| Ilan Van Wilder \| Soudal Quick-Step \| + 15s \| \| \| 4. \| Tobias Foss \| Jumbo-Visma \| + 22s \| \| \| 5. \| Stefan Küng \| Groupama-FDJ \| + 26s \| \| \| 6. \| João Almeida \| UAE Team Emirates \| + 40s \| \| \| 7. \| Thomas Pidcock \| Ineos Grenadiers \| + 48s \| \| \| 8. \| Bauke Mollema \| Trek-Segafredo \| + 49s \| \| \| 9. \| Magnus Cort \| EF Education-EasyPost \| + 55s \| \| \| 10. \| Rui Costa \| Intermarché-Circus-Wanty \| + 1m06s \| \| |                        |                          |           |
| |                        |                          |           |
| Fonte: ProCyclingStats |                        |                          |           |
| Classificação geral |                        |                          |           |
| Ciclista | Ciclista               | Equipe                   | Tempo     |
| 1. | Daniel Felipe Martínez | Ineos Grenadiers         | 20h00m26s |
| 2. | Filippo Ganna          | Ineos Grenadiers         | + 2s      |
| 3. | Ilan Van Wilder        | Soudal Quick-Step        | + 15s     |
| 4. | Tobias Foss            | Jumbo-Visma              | + 22s     |
| 5. | Stefan Küng            | Groupama-FDJ             | + 26s     |
| 6. | João Almeida           | UAE Team Emirates        | + 40s     |
| 7. | Thomas Pidcock         | Ineos Grenadiers         | + 48s     |
| 8. | Bauke Mollema          | Trek-Segafredo           | + 49s     |
| 9. | Magnus Cort            | EF Education-EasyPost    | + 55s     |
| 10. | Rui Costa              | Intermarché-Circus-Wanty | + 1m06s   |

### Classificação da montanha
| Classificação da montanha | Classificação da montanha | Classificação da montanha             | Classificação da montanha | Classificação da montanha |
| Ciclista                  | Ciclista                  | Equipe                                | Pontos                    |                           |
| ------------------------- | ------------------------- | ------------------------------------- | ------------------------- | ------------------------- |
| 1.                        | Kasper Asgreen            | Soudal Quick-Step                     | 18 pts                    |                           |
| 2.                        | Ilan Van Wilder           | Soudal Quick-Step                     | 13 pts                    |                           |
| 3.                        | António Ferreira          | Kelly-Simoldes-UDO                    | 12 pts                    |                           |
| 4.                        | Rafael Lourenço           | AP Hotels & Resorts-Tavira-SC Farense | 11 pts                    |                           |
| 5.                        | Magnus Cort               | EF Education-EasyPost                 | 10 pts                    |                           |
| 6.                        | Thomas Pidcock            | Ineos Grenadiers                      | 6 pts                     |                           |
| 7.                        | Kobe Goossens             | Intermarché-Circus-Wanty              | 6 pts                     |                           |
| 8.                        | Rui Costa                 | Intermarché-Circus-Wanty              | 6 pts                     |                           |
| 9.                        | Mathias Vacek             | Trek-Segafredo                        | 6 pts                     |                           |
| 10.                       | João Almeida              | UAE Team Emirates                     | 4 pts                     |                           |

### Classificação dos pontos
| Classificação por pontos | Classificação por pontos | Classificação por pontos | Classificação por pontos | Classificação por pontos |
| Ciclista                 | Ciclista                 | Equipe                   | Pontos                   |                          |
| ------------------------ | ------------------------ | ------------------------ | ------------------------ | ------------------------ |
| 1.                       | Magnus Cort              | EF Education-EasyPost    | 46 pts                   |                          |
| 2.                       | Jordi Meeus              | Bora-Hansgrohe           | 36 pts                   |                          |
| 3.                       | Alexander Kristoff       | Uno-X Pro Cycling Team   | 25 pts                   |                          |
| 4.                       | Ilan Van Wilder          | Soudal Quick-Step        | 22 pts                   |                          |
| 5.                       | Filippo Ganna            | Ineos Grenadiers         | 21 pts                   |                          |
| 6.                       | Paul Penhoët             | Groupama-FDJ             | 21 pts                   |                          |
| 7.                       | Rui Costa                | Intermarché-Circus-Wanty | 20 pts                   |                          |
| 8.                       | Thomas Pidcock           | Ineos Grenadiers         | 14 pts                   |                          |
| 9.                       | Fabio Jakobsen           | Soudal Quick-Step        | 13 pts                   |                          |
| 10.                      | João Almeida             | UAE Team Emirates        | 12 pts                   |                          |

### Classificação dos jovens
| Classificação dos jovens | Classificação dos jovens  | Classificação dos jovens | Classificação dos jovens | Classificação dos jovens |
| Ciclista                 | Ciclista                  | Equipe                   | Tempo                    |                          |
| ------------------------ | ------------------------- | ------------------------ | ------------------------ | ------------------------ |
| 1.                       | Oscar Onley               | Team DSM                 | 20h01m50s                |                          |
| 2.                       | Frederik Wandahl          | Bora-Hansgrohe           | + 1m17s                  |                          |
| 3.                       | Finn Fisher-Black         | UAE Team Emirates        | + 1m44s                  |                          |
| 4.                       | Mathias Vacek             | Trek-Segafredo           | + 23m50s                 |                          |
| 5.                       | Paul Penhoët              | Groupama-FDJ             | + 28m54s                 |                          |
| 6.                       | Lewis Askey               | Groupama-FDJ             | + 32m06s                 |                          |
| 7.                       | Pavel Bittner             | Team DSM                 | + 35m00s                 |                          |
| 8.                       | Madis Mihkels             | Intermarché-Circus-Wanty | + 36m29s                 |                          |
| 9.                       | Roel van Sintmaartensdijk | Circus-Re Uz-Technord    | + 40m53s                 |                          |
| 10.                      | Pedro Silva               | Glassdrive-Q8-Anicolor   | + 45m22s                 |                          |

### Classificação por equipas
| Classificação por equipes | Classificação por equipes | Classificação por equipes | Classificação por equipes |
| Equipe                    | Equipe                    | Tempo                     |                           |
| ------------------------- | ------------------------- | ------------------------- | ------------------------- |
| 1.                        | Ineos Grenadiers          | 60h01m34s                 |                           |
| 2.                        | Bora-Hansgrohe            | + 4m31s                   |                           |
| 3.                        | Intermarché-Circus-Wanty  | + 8m54s                   |                           |
| 4.                        | EF Education-EasyPost     | + 9m24s                   |                           |
| 5.                        | Trek-Segafredo            | + 12m49s                  |                           |
| 6.                        | Arkéa-Samsic              | + 12m50s                  |                           |
| 7.                        | Soudal Quick-Step         | + 17m01s                  |                           |
| 8.                        | Alpecin-Deceuninck        | + 18m29s                  |                           |
| 9.                        | Groupama-FDJ              | + 21m40s                  |                           |
| 10.                       | UAE Team Emirates         | + 25m06s                  |                           |

## Evolução das classificações
| Etapa |                           | Vencedor _         | Classificação geral    | Prêmio por pontos  | Prêmio de montanha | Juventude        | Equipes               |
| ----- | ------------------------- | ------------------ | ---------------------- | ------------------ | ------------------ | ---------------- | --------------------- |
| 1     | etapa plana               | Alexander Kristoff | Alexander Kristoff     | Alexander Kristoff | António Ferreira   | Pavel Bittner    | Trek-Segafredo        |
| 2     | alta montanha             | Magnus Cort        | Magnus Cort            | Alexander Kristoff | António Ferreira   | Frederik Wandahl | EF Education-EasyPost |
| 3     | etapa plana               | Magnus Cort        | Magnus Cort            | Magnus Cort        | António Ferreira   | Frederik Wandahl | EF Education-EasyPost |
| 4     | etapa escarpada           | Thomas Pidcock     | Thomas Pidcock         | Magnus Cort        | Kasper Asgreen     | Oscar Onley      | Ineos Grenadiers      |
| 5     | contrarrelógio individual | Stefan Küng        | Daniel Felipe Martínez | Magnus Cort        | Kasper Asgreen     | Oscar Onley      | Ineos Grenadiers      |
| Final | Final                     |                    | Daniel Felipe Martínez | Magnus Cort        | Kasper Asgreen     | Oscar Onley      | Ineos Grenadiers      |

## Ciclistas participantes e posições finais
| Alpecin-Deceuninck ADC | Alpecin-Deceuninck ADC  | Alpecin-Deceuninck ADC |
| ---------------------- | ----------------------- | ---------------------- |
| Num                    | Ciclista                | Pos                    |
| 1                      | Quinten Hermans (BEL)   | 42.                    |
| 2                      | Jimmy Janssens (BEL)    | 82.                    |
| 3                      | Kristian Sbaragli (ITA) | 49.                    |
| 4                      | Tobias Bayer (AUT)      | 112.                   |
| 5                      | Nicola Conci (ITA)      | 21.                    |
| 6                      | Xandro Meurisse (BEL)   | 35.                    |
| 7                      | Timo Kielich (BEL)      | 102.                   |

| Bora-Hansgrohe BOH | Bora-Hansgrohe BOH          | Bora-Hansgrohe BOH |
| ------------------ | --------------------------- | ------------------ |
| Num                | Ciclista                    | Pos                |
| 11                 | Marco Haller (AUT)          | 60.                |
| 12                 | Sergio Higuita (COL)        | 11.                |
| 13                 | Jai Hindley (AUS)           | 13.                |
| 14                 | Jonas Koch (GER)            | 40.                |
| 15                 | Jordi Meeus (BEL)           | 117.               |
| 16                 | Nils Politt (GER) (estrada) | 56.                |
| 17                 | Frederik Wandahl (DEN)      | 18.                |

| EF Education-EasyPost EFE | EF Education-EasyPost EFE     | EF Education-EasyPost EFE |
| ------------------------- | ----------------------------- | ------------------------- |
| Num                       | Ciclista                      | Pos                       |
| 21                        | Stefan Bissegger (SUI) (CRI)  | 87.                       |
| 22                        | Magnus Cort (DEN)             | 9.                        |
| 23                        | Owain Doull (GBR)             | 58.                       |
| 24                        | Odd Christian Eiking (NOR)    | 26.                       |
| 25                        | Merhawi Kudus (ERI) (estrada) | 22.                       |
| 26                        | Mark Padun (UKR)              | 92.                       |
| 27                        | Julius van den Berg (NED)     | NP-5                      |

| Groupama-FDJ GFC | Groupama-FDJ GFC       | Groupama-FDJ GFC |
| ---------------- | ---------------------- | ---------------- |
| Num              | Ciclista               | Pos              |
| 31               | Lewis Askey (GBR)      | 79.              |
| 32               | Paul Penhoët (FRA)     | 70.              |
| 33               | Stefan Küng (SUI)      | 5.               |
| 34               | Olivier Le Gac (FRA)   | 55.              |
| 35               | Valentin Madouas (FRA) | NP-5             |
| 36               | Miles Scotson (AUS)    | 71.              |
| 37               | Jake Stewart (GBR)     | 69.              |

| Ineos Grenadiers IGD | Ineos Grenadiers IGD         | Ineos Grenadiers IGD |
| -------------------- | ---------------------------- | -------------------- |
| Num                  | Ciclista                     | Pos                  |
| 41                   | Thymen Arensman (NED)        | 24.                  |
| 42                   | Jonathan Castroviejo (ESP)   | 25.                  |
| 43                   | Laurens De Plus (BEL)        | 31.                  |
| 44                   | Filippo Ganna (ITA) (CRI)    | 2.                   |
| 45                   | Michał Kwiatkowski (POL)     | 46.                  |
| 46                   | Daniel Felipe Martínez (COL) | 1.                   |
| 47                   | Thomas Pidcock (GBR)         | 7.                   |

| Intermarché-Circus-Wanty ICW | Intermarché-Circus-Wanty ICW    | Intermarché-Circus-Wanty ICW |
| ---------------------------- | ------------------------------- | ---------------------------- |
| Num                          | Ciclista                        | Pos                          |
| 51                           | Rui Costa (POR)                 | 10.                          |
| 52                           | Dries De Pooter (BEL)           | NP-5                         |
| 53                           | Kobe Goossens (BEL)             | 17.                          |
| 54                           | Rune Herregodts (BEL)           | 27.                          |
| 55                           | Madis Mihkels (EST)             | 86.                          |
| 56                           | Roel van Sintmaartensdijk (NED) | 95.                          |
| 57                           | Mike Teunissen (NED)            | 51.                          |

| Jumbo-Visma TJV | Jumbo-Visma TJV         | Jumbo-Visma TJV |
| --------------- | ----------------------- | --------------- |
| Num             | Ciclista                | Pos             |
| 62              | Tim van Dijke (NED)     | 54.             |
| 63              | Tobias Foss (NOR) (CRI) | 4.              |
| 64              | Owen Geleijn (NED)      | NP-4            |
| 65              | Gijs Leemreize (NED)    | DNF-1           |
| 66              | Sam Oomen (NED)         | DNF-4           |
| 67              | Milan Vader (NED)       | 33.             |

| Soudal Quick-Step SOQ | Soudal Quick-Step SOQ          | Soudal Quick-Step SOQ |
| --------------------- | ------------------------------ | --------------------- |
| Num                   | Ciclista                       | Pos                   |
| 71                    | Kasper Asgreen (DEN)           | 73.                   |
| 72                    | Rémi Cavagna (FRA)             | 14.                   |
| 73                    | Tim Declercq (BEL)             | 89.                   |
| 74                    | Fabio Jakobsen (NED) (estrada) | 115.                  |
| 75                    | Michael Mørkøv (DEN)           | 97.                   |
| 76                    | Casper Pedersen (DEN)          | 57.                   |
| 77                    | Ilan Van Wilder (BEL)          | 3.                    |

| Arkéa-Samsic ARK | Arkéa-Samsic ARK         | Arkéa-Samsic ARK |
| ---------------- | ------------------------ | ---------------- |
| Num              | Ciclista                 | Pos              |
| 81               | Warren Barguil (FRA)     | 23.              |
| 82               | Élie Gesbert (FRA)       | 30.              |
| 83               | Thibault Guernalec (FRA) | 72.              |
| 84               | Simon Guglielmi (FRA)    | 29.              |
| 85               | Hugo Hofstetter (FRA)    | 66.              |
| 86               | Łukasz Owsian (POL)      | DNF-5            |
| 87               | Matis Louvel (FRA)       | 43.              |

| Team DSM DSM | Team DSM DSM                  | Team DSM DSM |
| ------------ | ----------------------------- | ------------ |
| Num          | Ciclista                      | Pos          |
| 91           | Pavel Bittner (CZE)           | 84.          |
| 92           | John Degenkolb (GER)          | 75.          |
| 93           | Nils Eekhoff (NED)            | 103.         |
| 94           | Jonas Iversby Hvideberg (NOR) | DNF-2        |
| 95           | Oscar Onley (GBR)             | 12.          |
| 96           | Casper van Uden (NED)         | 114.         |
| 97           | Kevin Vermaerke (USA)         | 16.          |

| Trek-Segafredo TFS | Trek-Segafredo TFS        | Trek-Segafredo TFS |
| ------------------ | ------------------------- | ------------------ |
| Num                | Ciclista                  | Pos                |
| 101                | Filippo Baroncini (ITA)   | 62.                |
| 102                | Tony Gallopin (FRA)       | 36.                |
| 103                | Bauke Mollema (NED) (CRI) | 8.                 |
| 104                | Jacopo Mosca (ITA)        | 76.                |
| 105                | Natnael Tesfatsion (ERI)  | 28.                |
| 106                | Edward Theuns (BEL)       | 106.               |
| 107                | Mathias Vacek (CZE)       | 61.                |

| UAE Team Emirates UAD | UAE Team Emirates UAD        | UAE Team Emirates UAD |
| --------------------- | ---------------------------- | --------------------- |
| Num                   | Ciclista                     | Pos                   |
| 111                   | João Almeida (POR) (estrada) | 6.                    |
| 112                   | Finn Fisher-Black (NZL)      | 20.                   |
| 113                   | Marc Hirschi (SUI)           | NP-2                  |
| 114                   | Ivo Oliveira (POR)           | 52.                   |
| 115                   | Rui Oliveira (POR)           | 65.                   |
| 116                   | Matteo Trentin (ITA)         | 81.                   |

| Caja Rural-Seguros RGA CJR | Caja Rural-Seguros RGA CJR | Caja Rural-Seguros RGA CJR |
| -------------------------- | -------------------------- | -------------------------- |
| Num                        | Ciclista                   | Pos                        |
| 121                        | Sergio Martín (ESP)        | 48.                        |
| 122                        | Eduard Prades (ESP)        | 45.                        |
| 123                        | Michal Schlegel (CZE)      | 83.                        |
| 124                        | Daniel Babor (CZE)         | 122.                       |
| 125                        | Jon Barrenetxea (ESP)      | 38.                        |
| 126                        | Iúri Leitão (POR)          | 123.                       |
| 127                        | Yesid Pira (COL)           | NP-2                       |

| Human Powered Health HPM | Human Powered Health HPM       | Human Powered Health HPM |
| ------------------------ | ------------------------------ | ------------------------ |
| Num                      | Ciclista                       | Pos                      |
| 131                      | Charles-Étienne Chrétien (CAN) | 85.                      |
| 132                      | Kristian Aasvold (NOR)         | 53.                      |
| 133                      | Chad Haga (USA)                | 104.                     |
| 134                      | Gage Hecht (USA)               | 107.                     |
| 135                      | Matthew Gibson (GBR)           | 121.                     |
| 136                      | Gijs Van Hoecke (BEL)          | NP-5                     |
| 137                      | Sasha Weemaes (BEL)            | NP-5                     |

| Tudor Pro Cycling Team TUD | Tudor Pro Cycling Team TUD     | Tudor Pro Cycling Team TUD |
| -------------------------- | ------------------------------ | -------------------------- |
| Num                        | Ciclista                       | Pos                        |
| 141                        | Tom Bohli (SUI)                | 108.                       |
| 142                        | Aloïs Charrin (FRA)            | 77.                        |
| 143                        | Alexander Kamp (DEN) (estrada) | 93.                        |
| 144                        | Petr Kelemen (CZE)             | DNF-5                      |
| 145                        | Simon Pellaud (SUI)            | 44.                        |
| 146                        | Sébastien Reichenbach (SUI)    | 19.                        |
| 147                        | Joel Suter (SUI) (CRI)         | NP-2                       |

| Uno-X Pro Cycling Team UXT | Uno-X Pro Cycling Team UXT       | Uno-X Pro Cycling Team UXT |
| -------------------------- | -------------------------------- | -------------------------- |
| Num                        | Ciclista                         | Pos                        |
| 151                        | Alexander Kristoff (NOR)         | 91.                        |
| 152                        | Rasmus Tiller (NOR) (estrada)    | 74.                        |
| 153                        | Søren Wærenskjold (NOR)          | DNF-5                      |
| 154                        | Anders Skaarseth (NOR)           | 50.                        |
| 155                        | Tobias Halland Johannessen (NOR) | NP-3                       |
| 156                        | Anthon Charmig (DEN)             | 15.                        |
| 157                        | Erik Nordsæter Resell (NOR)      | 68.                        |

| ABTF Betão-Feirense CDF | ABTF Betão-Feirense CDF | ABTF Betão-Feirense CDF |
| ----------------------- | ----------------------- | ----------------------- |
| Num                     | Ciclista                | Pos                     |
| 161                     | Barry Miller (USA)      | NP-2                    |
| 162                     | Ivo Pinheiro (POR)      | 90.                     |
| 163                     | Santiago Mesa (COL)     | 127.                    |
| 164                     | Afonso Eulálio (POR)    | 105.                    |
| 165                     | Fábio Oliveira (POR)    | 116.                    |
| 166                     | Francisco Moreira (POR) | 130.                    |
| 167                     | Pedro Andrade (POR)     | 131.                    |

| AP Hotels & Resorts-Tavira-SC Farense ATF | AP Hotels & Resorts-Tavira-SC Farense ATF | AP Hotels & Resorts-Tavira-SC Farense ATF |
| ----------------------------------------- | ----------------------------------------- | ----------------------------------------- |
| Num                                       | Ciclista                                  | Pos                                       |
| 171                                       | Rúben Simão (POR)                         | 96.                                       |
| 172                                       | Diogo Barbosa (POR)                       | 124.                                      |
| 173                                       | Samuel Blanco (ESP)                       | 113.                                      |
| 174                                       | Rafael Lourenço (POR)                     | 94.                                       |
| 175                                       | Valter Pereira (POR)                      | HD-5                                      |
| 176                                       | Venceslau Fernandes (POR)                 | 118.                                      |
| 177                                       | Miguel Salgueiro (POR)                    | DNF-4                                     |

| Aviludo-Louletano-Loulé Concelho AVL | Aviludo-Louletano-Loulé Concelho AVL | Aviludo-Louletano-Loulé Concelho AVL |
| ------------------------------------ | ------------------------------------ | ------------------------------------ |
| Num                                  | Ciclista                             | Pos                                  |
| 181                                  | Nuno Meireles (POR)                  | HD-5                                 |
| 182                                  | Daniel Viegas (POR)                  | HD-5                                 |
| 183                                  | Jesús del Pino (ESP)                 | 109.                                 |
| 184                                  | Tomás Contte (ARG)                   | 119.                                 |
| 185                                  | Carlos Oyarzun (CHI)                 | 64.                                  |
| 186                                  | César Martingil (POR)                | 133.                                 |
| 187                                  | Nahuel D'Aquila (ARG)                | DNF-1                                |

| Credibom-LA Alumínios-Marcos Car LAA | Credibom-LA Alumínios-Marcos Car LAA | Credibom-LA Alumínios-Marcos Car LAA |
| ------------------------------------ | ------------------------------------ | ------------------------------------ |
| Num                                  | Ciclista                             | Pos                                  |
| 191                                  | André Ramalho (POR)                  | NP-2                                 |
| 192                                  | Gonçalo Leaça (POR)                  | 125.                                 |
| 193                                  | Rodrigo Caixas (POR)                 | 100.                                 |
| 194                                  | João Macedo (POR)                    | HD-5                                 |
| 195                                  | Diogo Narciso (POR)                  | 126.                                 |
| 196                                  | Daniel Dias (POR)                    | NP-3                                 |
| 197                                  | João Medeiros (POR)                  | 99.                                  |

| Efapel Cycling EFL | Efapel Cycling EFL      | Efapel Cycling EFL |
| ------------------ | ----------------------- | ------------------ |
| Num                | Ciclista                | Pos                |
| 201                | Joaquim Silva (POR)     | 32.                |
| 202                | Tiago Antunes (POR)     | 47.                |
| 203                | Henrique Casimiro (POR) | 41.                |
| 204                | Emanuel Duarte (POR)    | 67.                |
| 205                | Gaspar Gonçalves (POR)  | DNF-4              |
| 206                | Alexander Grigoriev     | NP-5               |
| 207                | Rafael Silva (POR)      | 80.                |

| Glassdrive-Q8-Anicolor GCT | Glassdrive-Q8-Anicolor GCT | Glassdrive-Q8-Anicolor GCT |
| -------------------------- | -------------------------- | -------------------------- |
| Num                        | Ciclista                   | Pos                        |
| 211                        | Frederico Figueiredo (POR) | NP-2                       |
| 212                        | Sergio García (ESP)        | 59.                        |
| 213                        | Pedro Silva (POR)          | 101.                       |
| 214                        | Fabio Costa (POR)          | 134.                       |
| 215                        | Luís Mendonça (POR)        | DNF-2                      |
| 216                        | Artem Nych                 | 37.                        |
| 217                        | Mauricio Moreira (URU)     | DNF-3                      |

| Kelly-Simoldes-UDO KSU | Kelly-Simoldes-UDO KSU  | Kelly-Simoldes-UDO KSU |
| ---------------------- | ----------------------- | ---------------------- |
| Num                    | Ciclista                | Pos                    |
| 221                    | Luís Gomes (POR)        | 39.                    |
| 222                    | Afonso Silva (POR)      | 78.                    |
| 223                    | Adrián Bustamante (COL) | 34.                    |
| 224                    | António Ferreira (POR)  | 135.                   |
| 225                    | Hélder Gonçalves (POR)  | 98.                    |
| 226                    | José Sousa (POR)        | 110.                   |
| 227                    | Noah Campos (POR)       | 132.                   |

| Rádio Popular-Paredes-Boavista RPB | Rádio Popular-Paredes-Boavista RPB | Rádio Popular-Paredes-Boavista RPB |
| ---------------------------------- | ---------------------------------- | ---------------------------------- |
| Num                                | Ciclista                           | Pos                                |
| 231                                | César Fonte (POR)                  | 63.                                |
| 232                                | Luís Felipe Fernandes (POR)        | 111.                               |
| 233                                | Hugo Nunes (POR)                   | 88.                                |
| 234                                | Guillermo García Janeiro (ESP)     | HD-5                               |
| 235                                | Vicente Hernaiz (ESP)              | HD-5                               |
| 236                                | Tiago Leal (POR)                   | NP-3                               |
| 237                                | Pedro Miguel Lopes (POR)           | DNF-4                              |

| Tavfer-Ovos Matinados-Mortágua TAV | Tavfer-Ovos Matinados-Mortágua TAV | Tavfer-Ovos Matinados-Mortágua TAV |
| ---------------------------------- | ---------------------------------- | ---------------------------------- |
| Num                                | Ciclista                           | Pos                                |
| 241                                | Gonçalo Carvalho (POR)             | HD-5                               |
| 242                                | António Barbio (POR)               | DNF-4                              |
| 243                                | Gonçalo Amado (POR)                | 128.                               |
| 244                                | João Matias (POR)                  | NP-4                               |
| 245                                | Leangel Linarez (VEN)              | 120.                               |
| 246                                | Francisco Morais (POR)             | 129.                               |
| 247                                | Nicolás Sáenz (COL)                | HD-5                               |

| Alpecin-Deceuninck ADC | Alpecin-Deceuninck ADC  | Alpecin-Deceuninck ADC |
| ---------------------- | ----------------------- | ---------------------- |
| Num                    | Ciclista                | Pos                    |
| 1                      | Quinten Hermans (BEL)   | 42.                    |
| 2                      | Jimmy Janssens (BEL)    | 82.                    |
| 3                      | Kristian Sbaragli (ITA) | 49.                    |
| 4                      | Tobias Bayer (AUT)      | 112.                   |
| 5                      | Nicola Conci (ITA)      | 21.                    |
| 6                      | Xandro Meurisse (BEL)   | 35.                    |
| 7                      | Timo Kielich (BEL)      | 102.                   |

| Bora-Hansgrohe BOH | Bora-Hansgrohe BOH          | Bora-Hansgrohe BOH |
| ------------------ | --------------------------- | ------------------ |
| Num                | Ciclista                    | Pos                |
| 11                 | Marco Haller (AUT)          | 60.                |
| 12                 | Sergio Higuita (COL)        | 11.                |
| 13                 | Jai Hindley (AUS)           | 13.                |
| 14                 | Jonas Koch (GER)            | 40.                |
| 15                 | Jordi Meeus (BEL)           | 117.               |
| 16                 | Nils Politt (GER) (estrada) | 56.                |
| 17                 | Frederik Wandahl (DEN)      | 18.                |

| EF Education-EasyPost EFE | EF Education-EasyPost EFE     | EF Education-EasyPost EFE |
| ------------------------- | ----------------------------- | ------------------------- |
| Num                       | Ciclista                      | Pos                       |
| 21                        | Stefan Bissegger (SUI) (CRI)  | 87.                       |
| 22                        | Magnus Cort (DEN)             | 9.                        |
| 23                        | Owain Doull (GBR)             | 58.                       |
| 24                        | Odd Christian Eiking (NOR)    | 26.                       |
| 25                        | Merhawi Kudus (ERI) (estrada) | 22.                       |
| 26                        | Mark Padun (UKR)              | 92.                       |
| 27                        | Julius van den Berg (NED)     | NP-5                      |

| Groupama-FDJ GFC | Groupama-FDJ GFC       | Groupama-FDJ GFC |
| ---------------- | ---------------------- | ---------------- |
| Num              | Ciclista               | Pos              |
| 31               | Lewis Askey (GBR)      | 79.              |
| 32               | Paul Penhoët (FRA)     | 70.              |
| 33               | Stefan Küng (SUI)      | 5.               |
| 34               | Olivier Le Gac (FRA)   | 55.              |
| 35               | Valentin Madouas (FRA) | NP-5             |
| 36               | Miles Scotson (AUS)    | 71.              |
| 37               | Jake Stewart (GBR)     | 69.              |

| Ineos Grenadiers IGD | Ineos Grenadiers IGD         | Ineos Grenadiers IGD |
| -------------------- | ---------------------------- | -------------------- |
| Num                  | Ciclista                     | Pos                  |
| 41                   | Thymen Arensman (NED)        | 24.                  |
| 42                   | Jonathan Castroviejo (ESP)   | 25.                  |
| 43                   | Laurens De Plus (BEL)        | 31.                  |
| 44                   | Filippo Ganna (ITA) (CRI)    | 2.                   |
| 45                   | Michał Kwiatkowski (POL)     | 46.                  |
| 46                   | Daniel Felipe Martínez (COL) | 1.                   |
| 47                   | Thomas Pidcock (GBR)         | 7.                   |

| Intermarché-Circus-Wanty ICW | Intermarché-Circus-Wanty ICW    | Intermarché-Circus-Wanty ICW |
| ---------------------------- | ------------------------------- | ---------------------------- |
| Num                          | Ciclista                        | Pos                          |
| 51                           | Rui Costa (POR)                 | 10.                          |
| 52                           | Dries De Pooter (BEL)           | NP-5                         |
| 53                           | Kobe Goossens (BEL)             | 17.                          |
| 54                           | Rune Herregodts (BEL)           | 27.                          |
| 55                           | Madis Mihkels (EST)             | 86.                          |
| 56                           | Roel van Sintmaartensdijk (NED) | 95.                          |
| 57                           | Mike Teunissen (NED)            | 51.                          |

| Jumbo-Visma TJV | Jumbo-Visma TJV         | Jumbo-Visma TJV |
| --------------- | ----------------------- | --------------- |
| Num             | Ciclista                | Pos             |
| 62              | Tim van Dijke (NED)     | 54.             |
| 63              | Tobias Foss (NOR) (CRI) | 4.              |
| 64              | Owen Geleijn (NED)      | NP-4            |
| 65              | Gijs Leemreize (NED)    | DNF-1           |
| 66              | Sam Oomen (NED)         | DNF-4           |
| 67              | Milan Vader (NED)       | 33.             |

| Soudal Quick-Step SOQ | Soudal Quick-Step SOQ          | Soudal Quick-Step SOQ |
| --------------------- | ------------------------------ | --------------------- |
| Num                   | Ciclista                       | Pos                   |
| 71                    | Kasper Asgreen (DEN)           | 73.                   |
| 72                    | Rémi Cavagna (FRA)             | 14.                   |
| 73                    | Tim Declercq (BEL)             | 89.                   |
| 74                    | Fabio Jakobsen (NED) (estrada) | 115.                  |
| 75                    | Michael Mørkøv (DEN)           | 97.                   |
| 76                    | Casper Pedersen (DEN)          | 57.                   |
| 77                    | Ilan Van Wilder (BEL)          | 3.                    |

| Arkéa-Samsic ARK | Arkéa-Samsic ARK         | Arkéa-Samsic ARK |
| ---------------- | ------------------------ | ---------------- |
| Num              | Ciclista                 | Pos              |
| 81               | Warren Barguil (FRA)     | 23.              |
| 82               | Élie Gesbert (FRA)       | 30.              |
| 83               | Thibault Guernalec (FRA) | 72.              |
| 84               | Simon Guglielmi (FRA)    | 29.              |
| 85               | Hugo Hofstetter (FRA)    | 66.              |
| 86               | Łukasz Owsian (POL)      | DNF-5            |
| 87               | Matis Louvel (FRA)       | 43.              |

| Team DSM DSM | Team DSM DSM                  | Team DSM DSM |
| ------------ | ----------------------------- | ------------ |
| Num          | Ciclista                      | Pos          |
| 91           | Pavel Bittner (CZE)           | 84.          |
| 92           | John Degenkolb (GER)          | 75.          |
| 93           | Nils Eekhoff (NED)            | 103.         |
| 94           | Jonas Iversby Hvideberg (NOR) | DNF-2        |
| 95           | Oscar Onley (GBR)             | 12.          |
| 96           | Casper van Uden (NED)         | 114.         |
| 97           | Kevin Vermaerke (USA)         | 16.          |

| Trek-Segafredo TFS | Trek-Segafredo TFS        | Trek-Segafredo TFS |
| ------------------ | ------------------------- | ------------------ |
| Num                | Ciclista                  | Pos                |
| 101                | Filippo Baroncini (ITA)   | 62.                |
| 102                | Tony Gallopin (FRA)       | 36.                |
| 103                | Bauke Mollema (NED) (CRI) | 8.                 |
| 104                | Jacopo Mosca (ITA)        | 76.                |
| 105                | Natnael Tesfatsion (ERI)  | 28.                |
| 106                | Edward Theuns (BEL)       | 106.               |
| 107                | Mathias Vacek (CZE)       | 61.                |

| UAE Team Emirates UAD | UAE Team Emirates UAD        | UAE Team Emirates UAD |
| --------------------- | ---------------------------- | --------------------- |
| Num                   | Ciclista                     | Pos                   |
| 111                   | João Almeida (POR) (estrada) | 6.                    |
| 112                   | Finn Fisher-Black (NZL)      | 20.                   |
| 113                   | Marc Hirschi (SUI)           | NP-2                  |
| 114                   | Ivo Oliveira (POR)           | 52.                   |
| 115                   | Rui Oliveira (POR)           | 65.                   |
| 116                   | Matteo Trentin (ITA)         | 81.                   |

| Caja Rural-Seguros RGA CJR | Caja Rural-Seguros RGA CJR | Caja Rural-Seguros RGA CJR |
| -------------------------- | -------------------------- | -------------------------- |
| Num                        | Ciclista                   | Pos                        |
| 121                        | Sergio Martín (ESP)        | 48.                        |
| 122                        | Eduard Prades (ESP)        | 45.                        |
| 123                        | Michal Schlegel (CZE)      | 83.                        |
| 124                        | Daniel Babor (CZE)         | 122.                       |
| 125                        | Jon Barrenetxea (ESP)      | 38.                        |
| 126                        | Iúri Leitão (POR)          | 123.                       |
| 127                        | Yesid Pira (COL)           | NP-2                       |

| Human Powered Health HPM | Human Powered Health HPM       | Human Powered Health HPM |
| ------------------------ | ------------------------------ | ------------------------ |
| Num                      | Ciclista                       | Pos                      |
| 131                      | Charles-Étienne Chrétien (CAN) | 85.                      |
| 132                      | Kristian Aasvold (NOR)         | 53.                      |
| 133                      | Chad Haga (USA)                | 104.                     |
| 134                      | Gage Hecht (USA)               | 107.                     |
| 135                      | Matthew Gibson (GBR)           | 121.                     |
| 136                      | Gijs Van Hoecke (BEL)          | NP-5                     |
| 137                      | Sasha Weemaes (BEL)            | NP-5                     |

| Tudor Pro Cycling Team TUD | Tudor Pro Cycling Team TUD     | Tudor Pro Cycling Team TUD |
| -------------------------- | ------------------------------ | -------------------------- |
| Num                        | Ciclista                       | Pos                        |
| 141                        | Tom Bohli (SUI)                | 108.                       |
| 142                        | Aloïs Charrin (FRA)            | 77.                        |
| 143                        | Alexander Kamp (DEN) (estrada) | 93.                        |
| 144                        | Petr Kelemen (CZE)             | DNF-5                      |
| 145                        | Simon Pellaud (SUI)            | 44.                        |
| 146                        | Sébastien Reichenbach (SUI)    | 19.                        |
| 147                        | Joel Suter (SUI) (CRI)         | NP-2                       |

| Uno-X Pro Cycling Team UXT | Uno-X Pro Cycling Team UXT       | Uno-X Pro Cycling Team UXT |
| -------------------------- | -------------------------------- | -------------------------- |
| Num                        | Ciclista                         | Pos                        |
| 151                        | Alexander Kristoff (NOR)         | 91.                        |
| 152                        | Rasmus Tiller (NOR) (estrada)    | 74.                        |
| 153                        | Søren Wærenskjold (NOR)          | DNF-5                      |
| 154                        | Anders Skaarseth (NOR)           | 50.                        |
| 155                        | Tobias Halland Johannessen (NOR) | NP-3                       |
| 156                        | Anthon Charmig (DEN)             | 15.                        |
| 157                        | Erik Nordsæter Resell (NOR)      | 68.                        |

| ABTF Betão-Feirense CDF | ABTF Betão-Feirense CDF | ABTF Betão-Feirense CDF |
| ----------------------- | ----------------------- | ----------------------- |
| Num                     | Ciclista                | Pos                     |
| 161                     | Barry Miller (USA)      | NP-2                    |
| 162                     | Ivo Pinheiro (POR)      | 90.                     |
| 163                     | Santiago Mesa (COL)     | 127.                    |
| 164                     | Afonso Eulálio (POR)    | 105.                    |
| 165                     | Fábio Oliveira (POR)    | 116.                    |
| 166                     | Francisco Moreira (POR) | 130.                    |
| 167                     | Pedro Andrade (POR)     | 131.                    |

| AP Hotels & Resorts-Tavira-SC Farense ATF | AP Hotels & Resorts-Tavira-SC Farense ATF | AP Hotels & Resorts-Tavira-SC Farense ATF |
| ----------------------------------------- | ----------------------------------------- | ----------------------------------------- |
| Num                                       | Ciclista                                  | Pos                                       |
| 171                                       | Rúben Simão (POR)                         | 96.                                       |
| 172                                       | Diogo Barbosa (POR)                       | 124.                                      |
| 173                                       | Samuel Blanco (ESP)                       | 113.                                      |
| 174                                       | Rafael Lourenço (POR)                     | 94.                                       |
| 175                                       | Valter Pereira (POR)                      | HD-5                                      |
| 176                                       | Venceslau Fernandes (POR)                 | 118.                                      |
| 177                                       | Miguel Salgueiro (POR)                    | DNF-4                                     |

| Aviludo-Louletano-Loulé Concelho AVL | Aviludo-Louletano-Loulé Concelho AVL | Aviludo-Louletano-Loulé Concelho AVL |
| ------------------------------------ | ------------------------------------ | ------------------------------------ |
| Num                                  | Ciclista                             | Pos                                  |
| 181                                  | Nuno Meireles (POR)                  | HD-5                                 |
| 182                                  | Daniel Viegas (POR)                  | HD-5                                 |
| 183                                  | Jesús del Pino (ESP)                 | 109.                                 |
| 184                                  | Tomás Contte (ARG)                   | 119.                                 |
| 185                                  | Carlos Oyarzun (CHI)                 | 64.                                  |
| 186                                  | César Martingil (POR)                | 133.                                 |
| 187                                  | Nahuel D'Aquila (ARG)                | DNF-1                                |

| Credibom-LA Alumínios-Marcos Car LAA | Credibom-LA Alumínios-Marcos Car LAA | Credibom-LA Alumínios-Marcos Car LAA |
| ------------------------------------ | ------------------------------------ | ------------------------------------ |
| Num                                  | Ciclista                             | Pos                                  |
| 191                                  | André Ramalho (POR)                  | NP-2                                 |
| 192                                  | Gonçalo Leaça (POR)                  | 125.                                 |
| 193                                  | Rodrigo Caixas (POR)                 | 100.                                 |
| 194                                  | João Macedo (POR)                    | HD-5                                 |
| 195                                  | Diogo Narciso (POR)                  | 126.                                 |
| 196                                  | Daniel Dias (POR)                    | NP-3                                 |
| 197                                  | João Medeiros (POR)                  | 99.                                  |

| Efapel Cycling EFL | Efapel Cycling EFL      | Efapel Cycling EFL |
| ------------------ | ----------------------- | ------------------ |
| Num                | Ciclista                | Pos                |
| 201                | Joaquim Silva (POR)     | 32.                |
| 202                | Tiago Antunes (POR)     | 47.                |
| 203                | Henrique Casimiro (POR) | 41.                |
| 204                | Emanuel Duarte (POR)    | 67.                |
| 205                | Gaspar Gonçalves (POR)  | DNF-4              |
| 206                | Alexander Grigoriev     | NP-5               |
| 207                | Rafael Silva (POR)      | 80.                |

| Glassdrive-Q8-Anicolor GCT | Glassdrive-Q8-Anicolor GCT | Glassdrive-Q8-Anicolor GCT |
| -------------------------- | -------------------------- | -------------------------- |
| Num                        | Ciclista                   | Pos                        |
| 211                        | Frederico Figueiredo (POR) | NP-2                       |
| 212                        | Sergio García (ESP)        | 59.                        |
| 213                        | Pedro Silva (POR)          | 101.                       |
| 214                        | Fabio Costa (POR)          | 134.                       |
| 215                        | Luís Mendonça (POR)        | DNF-2                      |
| 216                        | Artem Nych                 | 37.                        |
| 217                        | Mauricio Moreira (URU)     | DNF-3                      |

| Kelly-Simoldes-UDO KSU | Kelly-Simoldes-UDO KSU  | Kelly-Simoldes-UDO KSU |
| ---------------------- | ----------------------- | ---------------------- |
| Num                    | Ciclista                | Pos                    |
| 221                    | Luís Gomes (POR)        | 39.                    |
| 222                    | Afonso Silva (POR)      | 78.                    |
| 223                    | Adrián Bustamante (COL) | 34.                    |
| 224                    | António Ferreira (POR)  | 135.                   |
| 225                    | Hélder Gonçalves (POR)  | 98.                    |
| 226                    | José Sousa (POR)        | 110.                   |
| 227                    | Noah Campos (POR)       | 132.                   |

| Rádio Popular-Paredes-Boavista RPB | Rádio Popular-Paredes-Boavista RPB | Rádio Popular-Paredes-Boavista RPB |
| ---------------------------------- | ---------------------------------- | ---------------------------------- |
| Num                                | Ciclista                           | Pos                                |
| 231                                | César Fonte (POR)                  | 63.                                |
| 232                                | Luís Felipe Fernandes (POR)        | 111.                               |
| 233                                | Hugo Nunes (POR)                   | 88.                                |
| 234                                | Guillermo García Janeiro (ESP)     | HD-5                               |
| 235                                | Vicente Hernaiz (ESP)              | HD-5                               |
| 236                                | Tiago Leal (POR)                   | NP-3                               |
| 237                                | Pedro Miguel Lopes (POR)           | DNF-4                              |

| Tavfer-Ovos Matinados-Mortágua TAV | Tavfer-Ovos Matinados-Mortágua TAV | Tavfer-Ovos Matinados-Mortágua TAV |
| ---------------------------------- | ---------------------------------- | ---------------------------------- |
| Num                                | Ciclista                           | Pos                                |
| 241                                | Gonçalo Carvalho (POR)             | HD-5                               |
| 242                                | António Barbio (POR)               | DNF-4                              |
| 243                                | Gonçalo Amado (POR)                | 128.                               |
| 244                                | João Matias (POR)                  | NP-4                               |
| 245                                | Leangel Linarez (VEN)              | 120.                               |
| 246                                | Francisco Morais (POR)             | 129.                               |
| 247                                | Nicolás Sáenz (COL)                | HD-5                               |

Convenções:
- AB-N: Abandono na etapa "N"
- FLT-N: Retiro por chegada fora do limite de tempo na etapa "N"
- NTS-N: Não tomou a saída para a etapa "N"
- DES-N: Desclassificado ou expulsado na etapa "N"

## UCI World Ranking
A Volta ao Algarve outorgou pontos para o UCI World Ranking para corredores das equipas nas categorias UCI WorldTeam, UCI ProTeam e Continental. As seguintes tabelas são o barómetro de pontuação e os dez corredores que obtiveram mais pontos:
| Posição             | 1.º | 2.º | 3.º | 4.º | 5.º | 6.º | 7.º | 8.º | 9.º | 10.º | 11.º | 12.º | 13.º | 14.º | 15.º | 16.º-30.º | 31.º-40.º |
| Classificação geral | 200 | 150 | 125 | 100 | 85  | 70  | 60  | 50  | 40  | 35   | 30   | 25   | 20   | 15   | 10   | 5         | 3         |
| Por etapa           | 20  | 15  | 10  | 5   | 3   |     |     |     |     |      |      |      |      |      |      |           |           |
| Líder               | 5   |     |     |     |     |     |     |     |     |      |      |      |      |      |      |           |           |

| Classificação |                        |                          |       |       |       |       |
| Posição       | Ciclista               | Equipa                   | Geral | Etapa | Líder | Total |
| ------------- | ---------------------- | ------------------------ | ----- | ----- | ----- | ----- |
| 1.º           | Daniel Felipe Martínez | Ineos Grenadiers         | 200   | 5     | -     | 205   |
| 2.º           | Filippo Ganna          | Ineos Grenadiers         | 150   | 25    | -     | 175   |
| 3.º           | Ilan Van Wilder        | Soudal Quick-Step        | 125   | 25    | -     | 150   |
| 4.º           | Stefan Küng            | Groupama-FDJ             | 85    | 20    | -     | 105   |
| 5.º           | Tobias Foss            | Jumbo-Visma              | 100   | 3     | -     | 103   |
| 6.º           | Magnus Cort            | EF Education-EasyPost    | 40    | 40    | 10    | 90    |
| 7.º           | João Almeida           | UAE Emirates             | 70    | 15    | -     | 85    |
| 8.º           | Thomas Pidcock         | Ineos Grenadiers         | 60    | 20    | 5     | 85    |
| 9.º           | Bauke Mollema          | Trek-Segafredo           | 50    | -     | -     | 50    |
| 10.º          | Rui Costa              | Intermarché-Circus-Wanty | 35    | 10    | -     | 45    |